# Rendals kommun
Rendals kommun (norska: Rendal kommune) var en kommun i Hedmark fylke i östra Norge. Kommunen hade en omfattning motsvarande nuvarande Rendalens kommun samt den södra delen av nuvarande Engerdals kommun. Den tidigare tätorten Bergset utgjorde kommunens centralort.

## Administrativ historik
Rendals kommun upprättades den 1 januari 1838 (som Rendalen formannskapsdistrikt) när Formannskapslovene från 1837 trädde i kraft.
1880 delades kommunen i två och de båda kommunerna Ytre Rendal respektive Øvre Rendal bildades. Den gamla kommunen hade vid delningen totalt 3 529 invånare.